# H.P.
HP war ein französischer Hersteller von Automobilen.

## Unternehmensgeschichte
Das Unternehmen begann 1913 mit der Produktion von Automobilen. Der Markenname lautete HP. Die Fahrzeuge wurden auch exportiert. Im gleichen Jahr endete die Produktion bereits wieder.

## Fahrzeuge
Das einzige Modell war ein Cyclecar. Für den Antrieb sorgte ein Einzylindermotor mit 703 cm³ Hubraum und 6 PS Leistung. Der Einbaumotor kam von De Dion-Bouton. Der Neupreis in England betrug 125 Britische Pfund.